# Букін (комуна)
Букін (рум. Buchin) — комуна у повіті Караш-Северін в Румунії. До складу комуни входять такі села (дані про населення за 2002 рік):
- Букін (469 осіб) — адміністративний центр комуни
- Валя-Тімішулуй (590 осіб)
- Лінденфелд
- Пояна (647 осіб)
- Прісіан (441 особа)

Комуна розташована на відстані 320 км на захід від Бухареста, 29 км на схід від Решиці, 90 км на південний схід від Тімішоари.

## Населення
За даними перепису населення 2002 року у комуні проживали 2147 осіб.
Національний склад населення комуни:
| Національність | Кількість осіб | Відсоток |
| -------------- | -------------- | -------- |
| румуни         | 2123           | 98,9%    |
| цигани         | 12             | 0,6%     |
| українці       | 4              | 0,2%     |
| угорці         | 3              | 0,1%     |
| німці          | 3              | 0,1%     |
| серби          | 1              | < 0,1%   |
| чехи           | 1              | < 0,1%   |

Рідною мовою назвали:
| Мова       | Кількість осіб | Відсоток |
| ---------- | -------------- | -------- |
| румунська  | 2125           | 99,0%    |
| циганська  | 9              | 0,4%     |
| українська | 4              | 0,2%     |
| німецька   | 4              | 0,2%     |
| угорська   | 3              | 0,1%     |
| сербська   | 1              | < 0,1%   |
| чеська     | 1              | < 0,1%   |

Склад населення комуни за віросповіданням:
| Релігія        | Кількість осіб | Відсоток |
| -------------- | -------------- | -------- |
| православні    | 1963           | 91,4%    |
| баптисти       | 124            | 5,8%     |
| п'ятдесятники  | 35             | 1,6%     |
| римо-католики  | 16             | 0,7%     |
| адвентисти     | 6              | 0,3%     |
| греко-католики | 2              | 0,1%     |
| реформати      | 1              | < 0,1%   |